# Albumy numer jeden w roku 1986 (Japonia)
Notowanie Weekly LP Chart (jap. 週間LPランキング Shūkan LP Chāto) przedstawia najlepiej sprzedające się LP w Japonii. Publikowane było przez magazyn Oricon Style, a dane skompletowane zostały przez Oricon w oparciu o cotygodniowe wyniki sprzedaży fizycznej LP. Poniżej znajdują się tabele prezentujące najpopularniejsze płyty w danych tygodniach w roku 1986.

## Oricon Weekly Album Chart
| Data            | Album                             | Wykonawca               | Źródło |
| --------------- | --------------------------------- | ----------------------- | ------ |
| 6 stycznia      | wstrzymanie publikacji            | wstrzymanie publikacji  | [ 1 ]  |
| 13 stycznia     | MY BEST THANKS                    | Akina Nakamori          | [ 1 ]  |
| 20 stycznia     | MY BEST THANKS                    | Akina Nakamori          | [ 1 ]  |
| 27 stycznia     | REBECCA IV ~Maybe Tomorrow~       | Rebecca                 | [ 1 ]  |
| 3 lutego        | REBECCA IV ~Maybe Tomorrow~       | Rebecca                 | [ 1 ]  |
| 10 lutego       | REBECCA IV ~Maybe Tomorrow~       | Rebecca                 | [ 1 ]  |
| 17 lutego       | REBECCA IV ~Maybe Tomorrow~       | Rebecca                 | [ 1 ]  |
| 24 lutego       | REBECCA IV ~Maybe Tomorrow~       | Rebecca                 | [ 1 ]  |
| 3 marca         | MODERN TIME                       | Kōji Kikkawa            | [ 1 ]  |
| 10 marca        | MODERN TIME                       | Kōji Kikkawa            | [ 1 ]  |
| 17 marca        | REALISTIC                         | Jun’ichi Inagaki        | [ 1 ]  |
| 24 marca        | Yume Catalogue (jap. 夢カタログ)  | Onyanko Club            | [ 1 ]  |
| 31 marca        | Glass no kodō (jap. ガラスの鼓動) | Yuki Saitō              | [ 1 ]  |
| 7 kwietnia      | FLOWER                            | The Checkers            | [ 1 ]  |
| 14 kwietnia     | BEST                              | Akina Nakamori          | [ 1 ]  |
| 21 kwietnia     | BEST                              | Akina Nakamori          | [ 1 ]  |
| 28 kwietnia     | BEST                              | Akina Nakamori          | [ 1 ]  |
| 5 maja          | POCKET MUSIC                      | Tatsurō Yamashita       | [ 1 ]  |
| 12 maja         | ERI                               | Eri Nitta               | [ 1 ]  |
| 19 maja         | POCKET MUSIC                      | Tatsurō Yamashita       | [ 1 ]  |
| 26 maja         | POCKET MUSIC                      | Tatsurō Yamashita       | [ 1 ]  |
| 2 czerwca       | Siesta                            | Sonoko Kawai            | [ 1 ]  |
| 9 czerwca       | SUPREME                           | Seiko Matsuda           | [ 1 ]  |
| 16 czerwca      | SUPREME                           | Seiko Matsuda           | [ 1 ]  |
| 23 czerwca      | SUPREME                           | Seiko Matsuda           | [ 1 ]  |
| 30 czerwca      | SUPREME                           | Seiko Matsuda           | [ 1 ]  |
| 7 lipca         | ADVENTURE                         | Momoko Kikuchi          | [ 1 ]  |
| 14 lipca        | Lovin’ you                        | Misato Watanabe         | [ 1 ]  |
| 21 lipca        | beyond...                         | Kiyotaka Sugiyama       | [ 1 ]  |
| 28 lipca        | NIPPON NO ROCK BAND               | Kuwata Band             | [ 1 ]  |
| 4 sierpnia      | NIPPON NO ROCK BAND               | Kuwata Band             | [ 1 ]  |
| 11 sierpnia     | NIPPON NO ROCK BAND               | Kuwata Band             | [ 1 ]  |
| 18 sierpnia     | NIPPON NO ROCK BAND               | Kuwata Band             | [ 1 ]  |
| 25 sierpnia     | Fushigi (jap. 不思議)             | Akina Nakamori          | [ 1 ]  |
| 1 września      | Fushigi (jap. 不思議)             | Akina Nakamori          | [ 1 ]  |
| 8 września      | Fushigi (jap. 不思議)             | Akina Nakamori          | [ 1 ]  |
| 15 września     | J.BOY                             | Shōgo Hamada            | [ 1 ]  |
| 22 września     | J.BOY                             | Shōgo Hamada            | [ 1 ]  |
| 29 września     | J.BOY                             | Shōgo Hamada            | [ 1 ]  |
| 6 października  | J.BOY                             | Shōgo Hamada            | [ 1 ]  |
| 13 października | MODE DE SONOKO                    | Sonoko Kawai            | [ 1 ]  |
| 20 października | MODE DE SONOKO                    | Sonoko Kawai            | [ 1 ]  |
| 27 października | FORE!                             | Huey Lewis and the News | [ 1 ]  |
| 3 listopada     | TIME                              | Rebecca                 | [ 1 ]  |
| 10 listopada    | TIME                              | Rebecca                 | [ 1 ]  |
| 17 listopada    | BEAT EMOTION                      | BOØWY                   | [ 1 ]  |
| 24 listopada    | BEAT EMOTION                      | BOØWY                   | [ 1 ]  |
| 1 grudnia       | BEAT EMOTION                      | BOØWY                   | [ 1 ]  |
| 8 grudnia       | ALARM à la mode                   | Yumi Matsutōya          | [ 1 ]  |
| 15 grudnia      | ALARM à la mode                   | Yumi Matsutōya          | [ 1 ]  |
| 22 grudnia      | Anzen Chitai V (jap. 安全地帯V)   | Anzen Chitai            | [ 1 ]  |
| 29 grudnia      | Anzen Chitai V (jap. 安全地帯V)   | Anzen Chitai            | [ 1 ]  |